# 三菱・チャレンジャー
チャレンジャー（CHALLENGER）は、三菱自動車工業が生産・販売しているミッドサイズSUV(PPV)である。日本でも1996年から2001年まで販売されていた。
現在は主にパジェロスポーツ（PAJEROSPORT）、またはモンテロスポーツ等の車名で日本や米国等を除く世界各国で販売されている。

## 初代 K94・96・99W/94・97WG型（1996年 - 2011年）
2代目パジェロのラダーフレームを流用し、最廉価モデル「S」は5ナンバーサイズ、その他モデルは265サイズのワイドタイヤおよびオーバーフェンダー装着の3ナンバーサイズとなるほか、簡易キャンピング仕様の8ナンバーモデルもラインナップする。
エンジンは当初、6G72型 V型6気筒SOHC12バルブ 2,972 cc（185馬力）、4D56型 直列4気筒SOHC 2,500 cc インタークーラー付きディーゼルターボ（105馬力）、4M40型 直列4気筒SOHC2,800 cc インタークーラー付きターボディーゼル（125馬力）の3種類だった。後に6G74型 V型6気筒DOHC24バルブ GDI 3,496 cc（245馬力）が追加され、4M40型はインジェクションが機械式から電子制御式に変更された。
サスペンションは2代目パジェロ同様、フロントがダブルウィッシュボーン・トーションバースプリング式独立懸架、リアは3リンク・コイルスプリング式車軸懸架を踏襲。四輪駆動システムも2代目パジェロと同じくスーパーセレクト4WDを搭載している。このシステムは、トランスファーにビスカスLSD付きセンターデフを追加し、4WD時にはセンターデフ式フルタイム4WDとほぼ同等の舗装路での走行性能を有している。センターデフにはデフロック機構を装備し、直結4WDと同等の悪路走破性も持つため、パートタイム4WDとフルタイム4WDの長所を兼ね備えたシステムである。また、走行中でも駆動方式が変更可能で、前後輪への駆動力の配分は50:50であり、必要に応じて、0:100に近い配分まで変化することが可能となる。一部グレードに、走行中の切り替えを可能にする電子クラッチを用いたパートタイム駆動車両のイージーセレクト4WDを採用している。
米国道路安全保険協会（IIHS）による自動車衝突安全テストでは、1997年から2000年まで「不可」の評価（上から「優」「良」「可」「不可」）であったが、2001年から2004年までは「優」の評価を受けている。

### 歴史

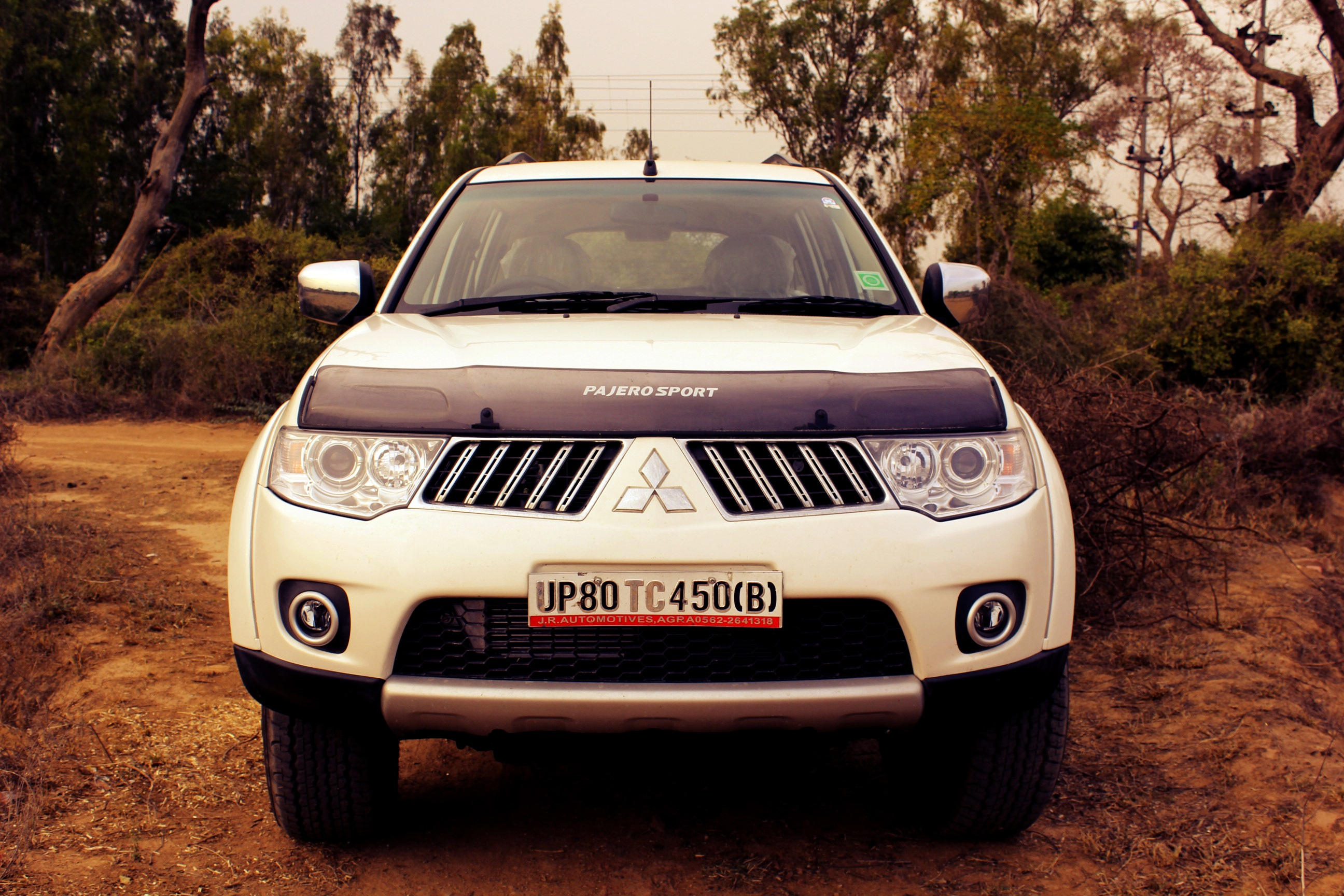
パジェロスポーツ　フロント
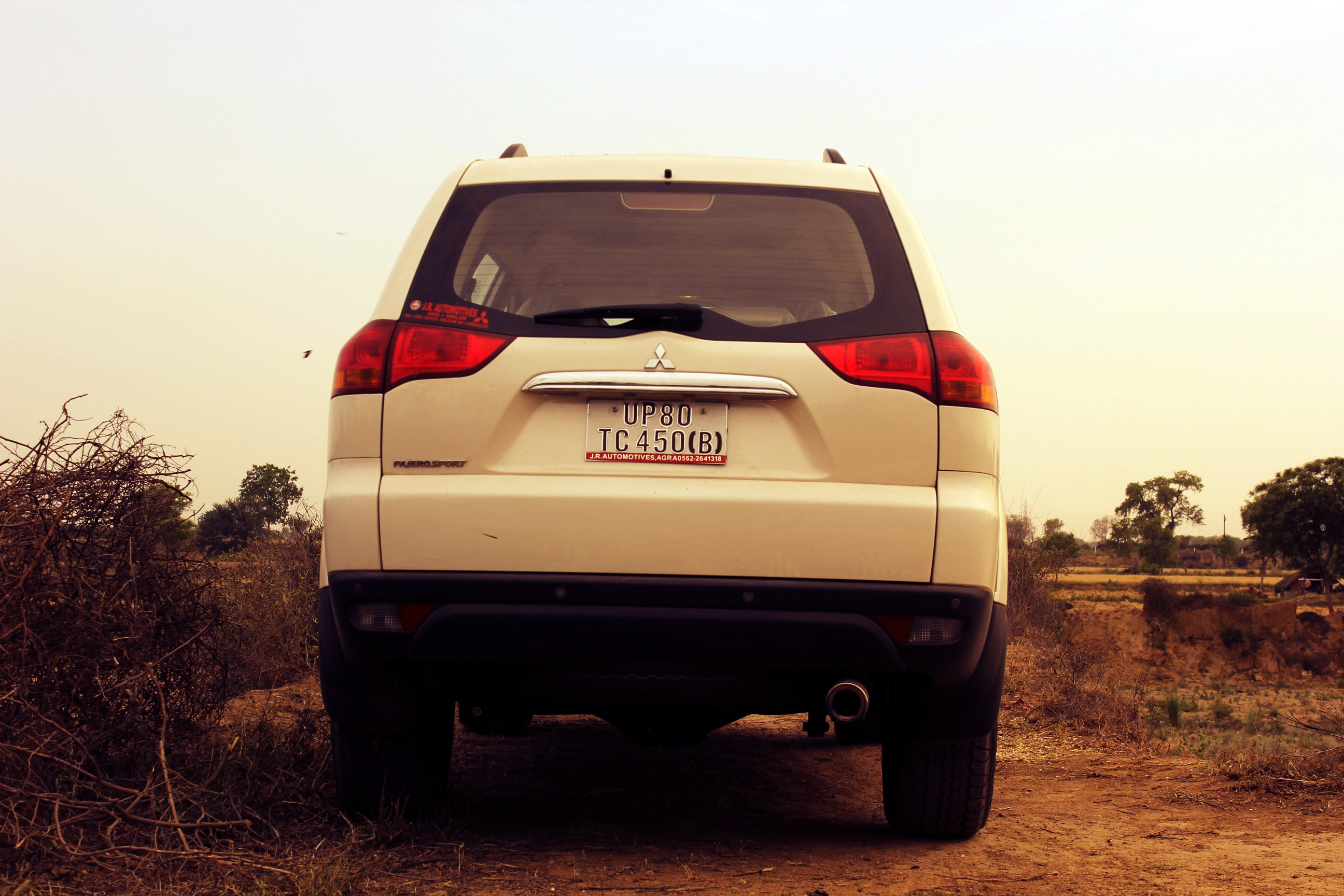
パジェロスポーツ　リア
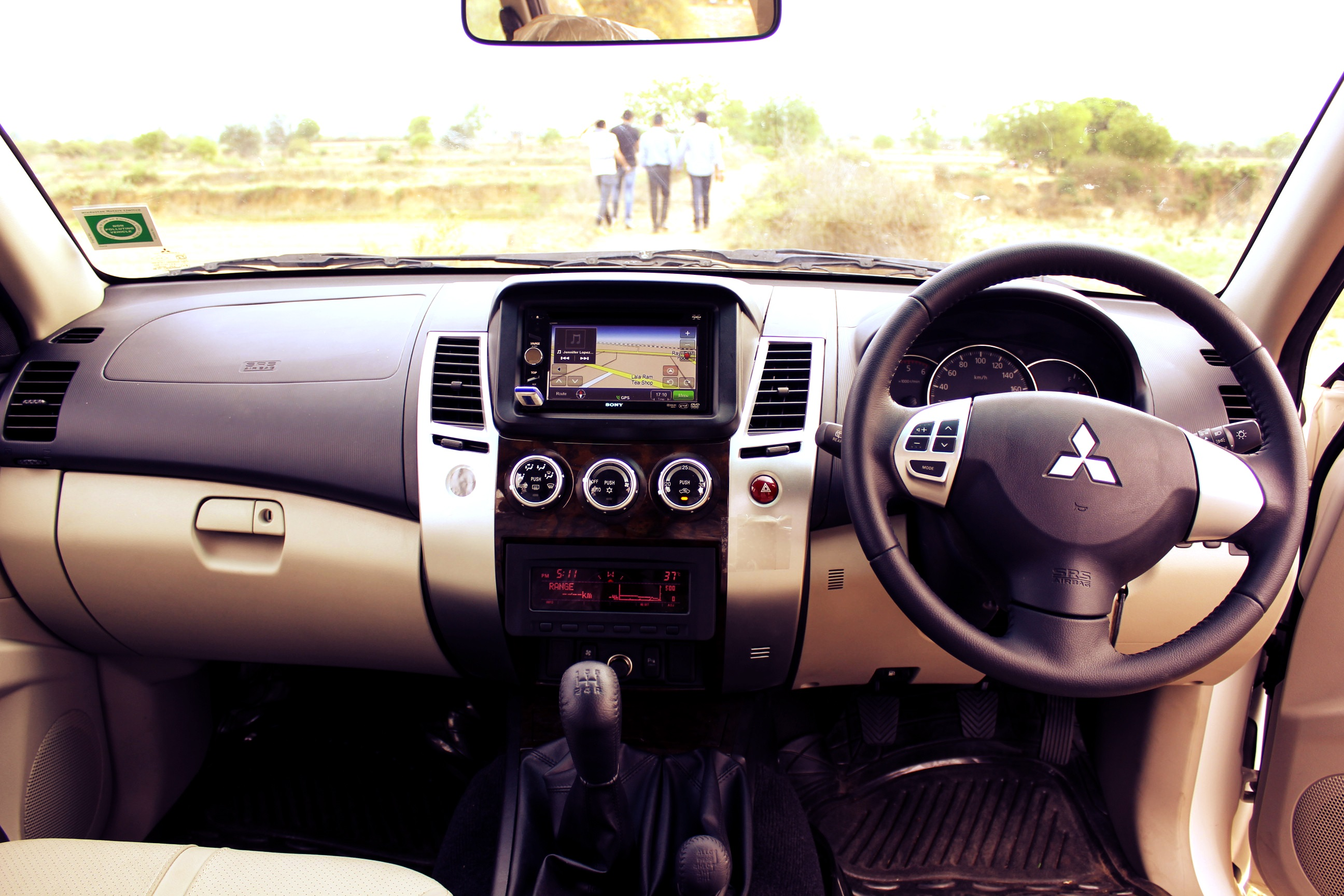
パジェロスポーツ　内装

1996年7月
発表、発売。エンジンは、ガソリンが3.0 Lの24バルブV6（6G72型・185馬力）、ディーゼルが2.8 L 直列4気筒ターボ（4M40型・125馬力）、2.5 L 直列4気筒ターボ（4D56型・105馬力）。駆動方式はスーパーセレクト4WD（一部グレードにはイージーセレクト4WD）。
2代目パジェロロングをベースとしてサードシートを取り去り、ハッチバック乗用車と同様の跳ね上げ式リアゲートを持ったボディを被せている。そのため当時としては珍しい背面タイヤを装着していないSUVであった。背面タイヤ有り仕様は前期型のみリアフォグの隣に追加でウインカーが付く。
日本国内での取扱い店はギャラン店とカープラザ店になる予定だったが、ギャラン店のパジェロとの競合を避けるため、カープラザ店専売となった。
販売当初のグレードは下から「S」、「Z」（2.5 Lディーゼル ）、「Z」（2.8 Lディーゼル）、「Z」（3.0 Lガソリン）、「X」（ディーゼル/ガソリン）、「XR」（ディーゼル/ガソリン）の6グレード体制。
1997年1月4日 - 1月19日
ダカール～アガデス～ダカールラリーに参戦。ドライバーは増岡浩、コ・ドライバーはアンディー・シュルツ。総合4位。篠塚建次郎/アンリ・マーニュ組が三菱・パジェロで日本人初の初優勝を勝ち取った。
1997年8月
マイナーチェンジ。ガソリン車のエンジンを3.5 Lの6G74型GDIに変更し、60馬力の出力向上を実現。ATはGDI用はスポーツモード付き5速ATに変更。ディーゼルは4D56エンジンを廃止し、4M40エンジンに統一・電子制御化。
1998年1月1日 - 1月18日
パリ～グラナダ～ダカールラリーに参戦。ドライバーは増岡浩。総合4位。ジャン・ピエール・フォントネ/ジル・ピカール組が三菱・パジェロエボリューションで総合優勝を飾っている。
1998年8月
一部改良。GDIエコランプやUVカットガラスなど、装備の充実化を図る。シティクルージングの駆動方式を従来のスーパーセレクト4WDからセンターデフ付フルタイム4WDに変更。
1999年1月1日 - 1月17日
グラナダ～ダカールラリーに参戦。ドライバーは増岡浩。総合6位。
1999年6月
マイナーチェンジ。フロントグリル、ヘッドライト、バンパーのデザインを一新。ディーゼルターボを廃止しガソリンに一本化。車内は2トーンカラー化。ステアリングの形状も変更。グレードはXとXRの2つになり、全グレードの駆動方式をセンターデフ付フルタイム4WDに変更。
そして、XRにはフロントフォグランプ、木目調内装、フロントドアカーテシランプ、リアヒーター、ラゲッジネット、ルーフスポイラー、クロム仕様のドアハンドルとミラーという豪華装備が標準装備されている。
ボディーカラーは6種類に減らされている。
オフロードパッケージの追加。前期型とは違いウィンカーの無いリアフォグと背負い式スペアタイヤキャリアをセットで装着。
7月にフロントサイドエアダムの追加あり。マイナーチェンジがあったかは不明。
2000年11月12日
テカテ・スコア・バハ2000に三菱自動車のチーム三菱ラリーアートから増岡浩と米国人選手3人が三菱・チャレンジャーSCORE仕様車で出場し、55時間36分23秒でゴールしクラス3i優勝を果たした。
またTeam GEOLANDAR RALLIARTからはドライバー塙郁夫、Mike Lund、高杉健吾が三菱・チャレンジャーで出場し、クラス3位となった。
2001年6月
類似モデルのエアトレックの発売に伴い、日本国内向けの販売を終了。また2003年からは旧カープラザ店でもパジェロが取り扱い開始された。
2002年11月21日 - 11月23日
第35回 TECATE SCORE BAJA 1000に、Team GEOLANDARから塙郁夫が三菱・チャレンジャーで出場し、25時間13分22秒でゴールしクラス3位で優勝した。
2003年
アメリカでの販売はエンデバーの投入と同時に終了。中国ではダイムラー・クライスラーの中国法人「北京ベンツ」でもライセンス生産されていた。
2011年
「パジェロスポーツ」という車名で輸出専用車としてパジェロ製造で生産されていたが、この年で生産を終了した。生産台数は61万4505台

### 基本グレード (特別仕様車除く)
| グレード | 製造年                 | エンジン型式  | エンジン                        | 排気量  | 最大出力          | 最大トルク            | 変速機 | 駆動方式        |
| -------- | ---------------------- | ------------- | ------------------------------- | ------- | ----------------- | --------------------- | ------ | --------------- |
| S        | 1996年7月 – 1997年8月  | 4D56          | 直列4気筒SOHCICターボディーゼル | 2476 cc | 105 ps / 4200 rpm | 24.5 kg・m / 2000 rpm | 5速MT  | パートタイム4WD |
| Z        | 1996年7月 – 1997年8月  | 4D56          | 直列4気筒SOHCICターボディーゼル | 2476 cc | 105 ps / 4200 rpm | 24.5 kg・m / 2000 rpm | 5速MT  | パートタイム4WD |
| Z        | 1996年7月 – 1997年8月  | 4D56          | 直列4気筒SOHCICターボディーゼル | 2476 cc | 105 ps / 4200 rpm | 24.5 kg・m / 2000 rpm | 4速AT  | パートタイム4WD |
| Z        | 1996年7月 – 1997年8月  | 4M40 (機械式) | 直列4気筒SOHCICターボディーゼル | 2835 cc | 125 ps / 4000 rpm | 30.0 kg・m / 2000 rpm | 5速MT  | パートタイム4WD |
| Z        | 1996年7月 – 1997年8月  | 4M40 (機械式) | 直列4気筒SOHCICターボディーゼル | 2835 cc | 125 ps / 4000 rpm | 30.0 kg・m / 2000 rpm | 4速AT  | パートタイム4WD |
| Z        | 1996年7月 – 1997年8月  | 6G72          | V型6気筒SOHC24バルブ            | 2972 cc | 185 ps / 5500 rpm | 27.0 kg・m / 4500 rpm | 4速AT  | パートタイム4WD |
| ZX       | 1997年8月 – 1998年8月  | 6G74 (GDI)    | V型6気筒DOHC24バルブ            | 3496 cc | 245 ps / 5500 rpm | 35.0 kg・m / 4000 rpm | 5速AT  | フルタイム4WD   |
| X        | 1996年7月 – 1997年8月  | 4M40 (機械式) | 直列4気筒SOHCICターボディーゼル | 2835 cc | 125 ps / 4000 rpm | 30.0 kg・m / 2000 rpm | 4速AT  |                 |
| X        | 1997年8月 – 1998年8月  | 4M40 (電制式) | 直列4気筒SOHCICターボディーゼル | 2835 cc | 140 ps / 4000 rpm | 32.0 kg・m / 2000 rpm | 4速AT  |                 |
| X        | 1996年7月 – 1997年8月  | 6G72          | V型6気筒SOHC24バルブ            | 2972 cc | 185 ps / 5500 rpm | 27.0 kg・m / 4500 rpm | 4速AT  |                 |
| X        | 1997年8月 – 2001年10月 | 6G74 (GDI)    | V型6気筒DOHC24バルブ            | 3496 cc | 245 ps / 5500 rpm | 35.0 kg・m / 4000 rpm | 5速AT  |                 |
| XG       | 1998年8月 – 1999年6月  | 4M40 (電制式) | 直列4気筒SOHCICターボディーゼル | 2835 cc | 140 ps / 4000 rpm | 32.0 kg・m / 2000 rpm | 4速AT  |                 |
| XR       | 1996年7月 – 1997年8月  | 4M40 (機械式) | 直列4気筒SOHCICターボディーゼル | 2835 cc | 125 ps / 4000 rpm | 30.0 kg・m / 2000 rpm | 4速AT  |                 |
| XR       | 1997年8月 – 1998年8月  | 4M40 (電制式) | 直列4気筒SOHCICターボディーゼル | 2835 cc | 140 ps / 4000 rpm | 32.0 kg・m / 2000 rpm | 4速AT  |                 |
| XR       | 1996年7月 – 1997年8月  | 6G72          | V型6気筒SOHC24バルブ            | 2972 cc | 185 ps / 5500 rpm | 27.0 kg・m / 4500 rpm | 4速AT  |                 |
| XR       | 1997年8月 – 1998年8月  | 6G74 (GDI)    | V型6気筒DOHC24バルブ            | 3496 cc | 245 ps / 5500 rpm | 35.0 kg・m / 4000 rpm | 5速AT  |                 |
| XR       | 1999年6月 – 2001年10月 | 6G74 (GDI)    | V型6気筒DOHC24バルブ            | 3496 cc | 245 ps / 5500 rpm | 35.0 kg・m / 4000 rpm | 5速AT  |                 |
| GDI-X    | 1998年8月 – 1999年6月  | 6G74 (GDI)    | V型6気筒DOHC24バルブ            | 3496 cc | 245 ps / 5500 rpm | 35.0 kg・m / 4000 rpm | 5速AT  |                 |
| GDI-XR   | 1998年8月 – 1999年6月  | 6G74 (GDI)    | V型6気筒DOHC24バルブ            | 3496 cc | 245 ps / 5500 rpm | 35.0 kg・m / 4000 rpm | 5速AT  |                 |

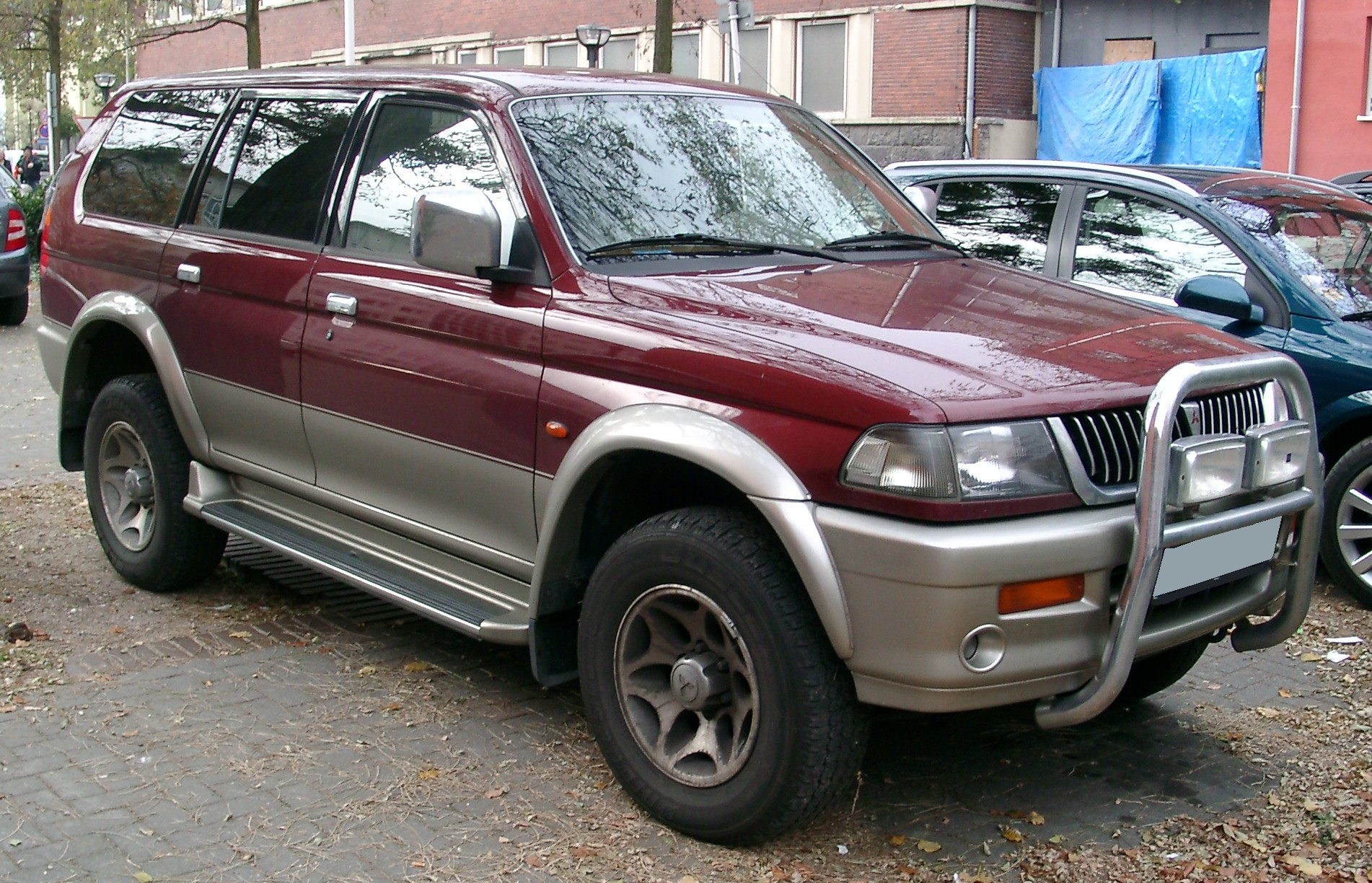
パジェロスポーツ GLS 前期型 (ヨーロッパ仕様 ドイツ)
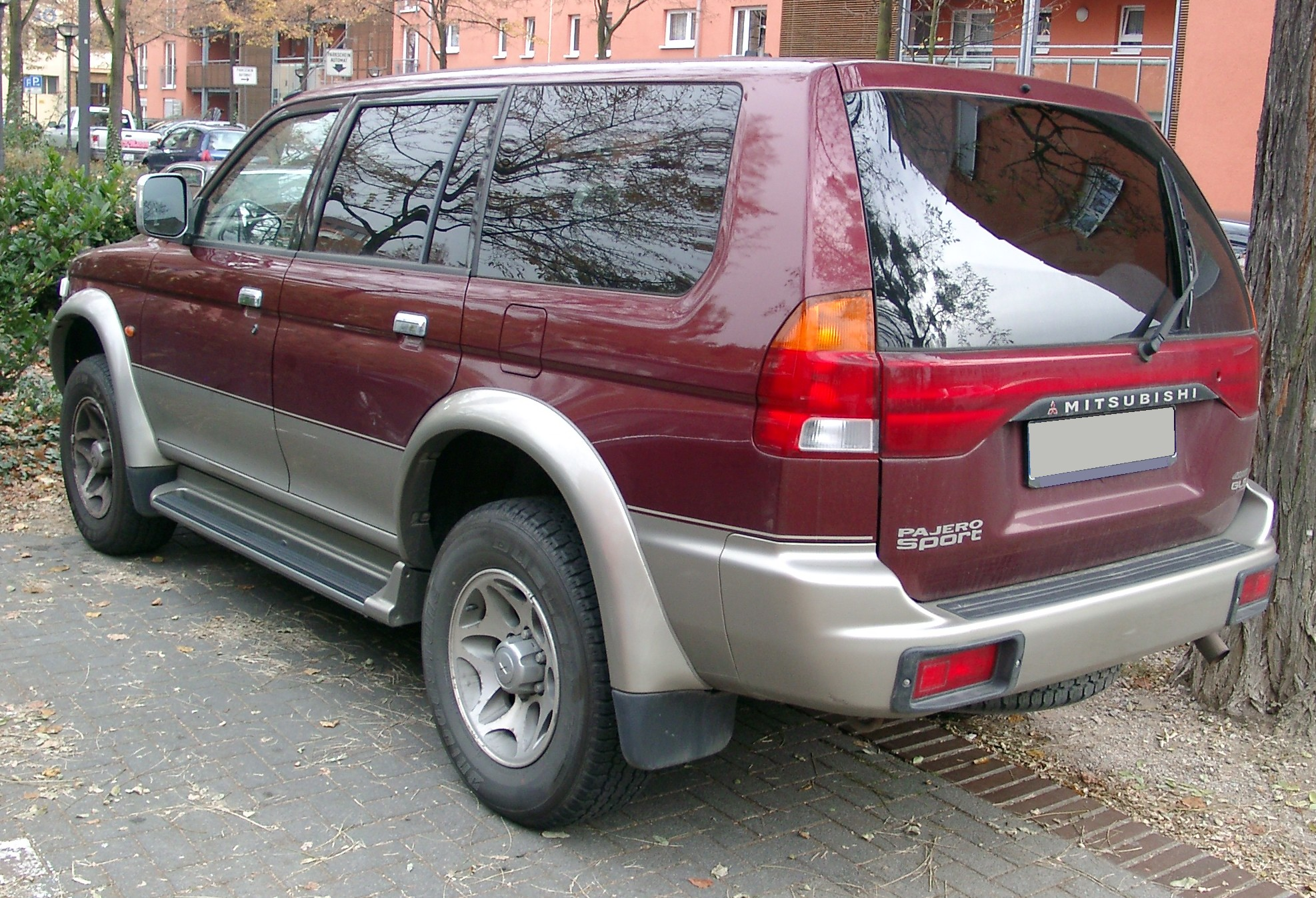
パジェロスポーツ GLS 前期型 リア (ヨーロッパ仕様 ドイツ)
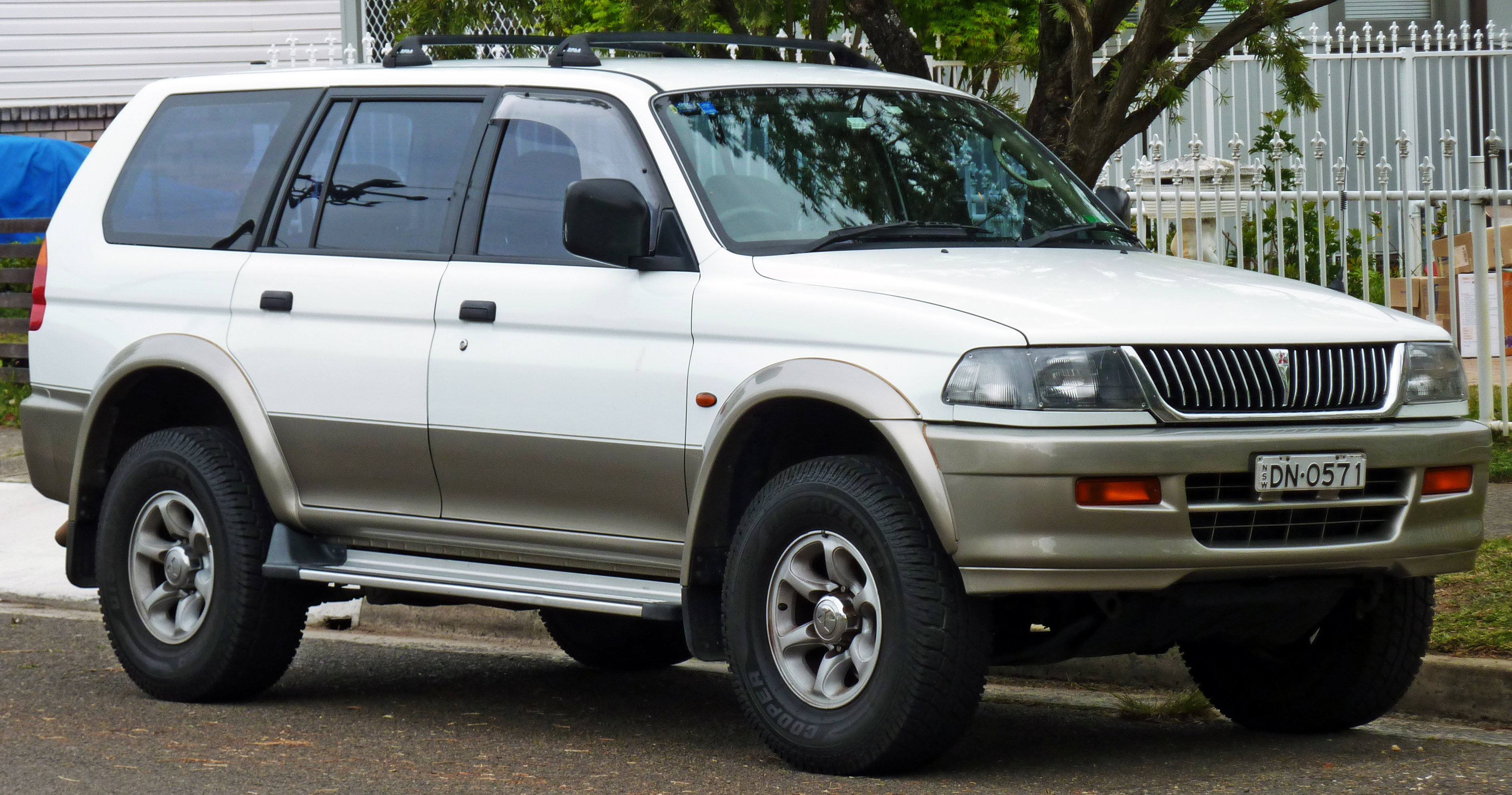
チャレンジャー 前期型 フロント
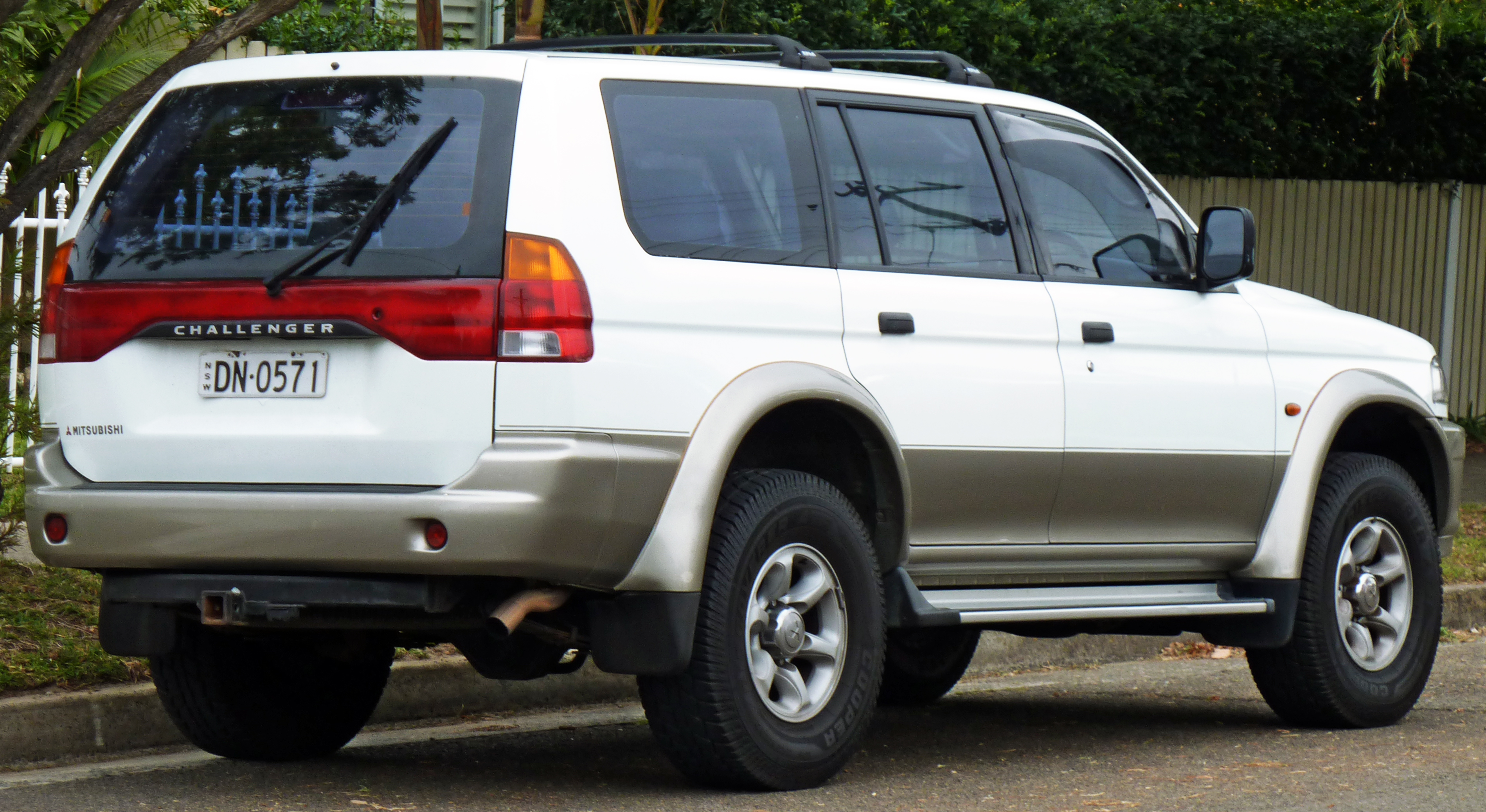
チャレンジャー 前期型 リア
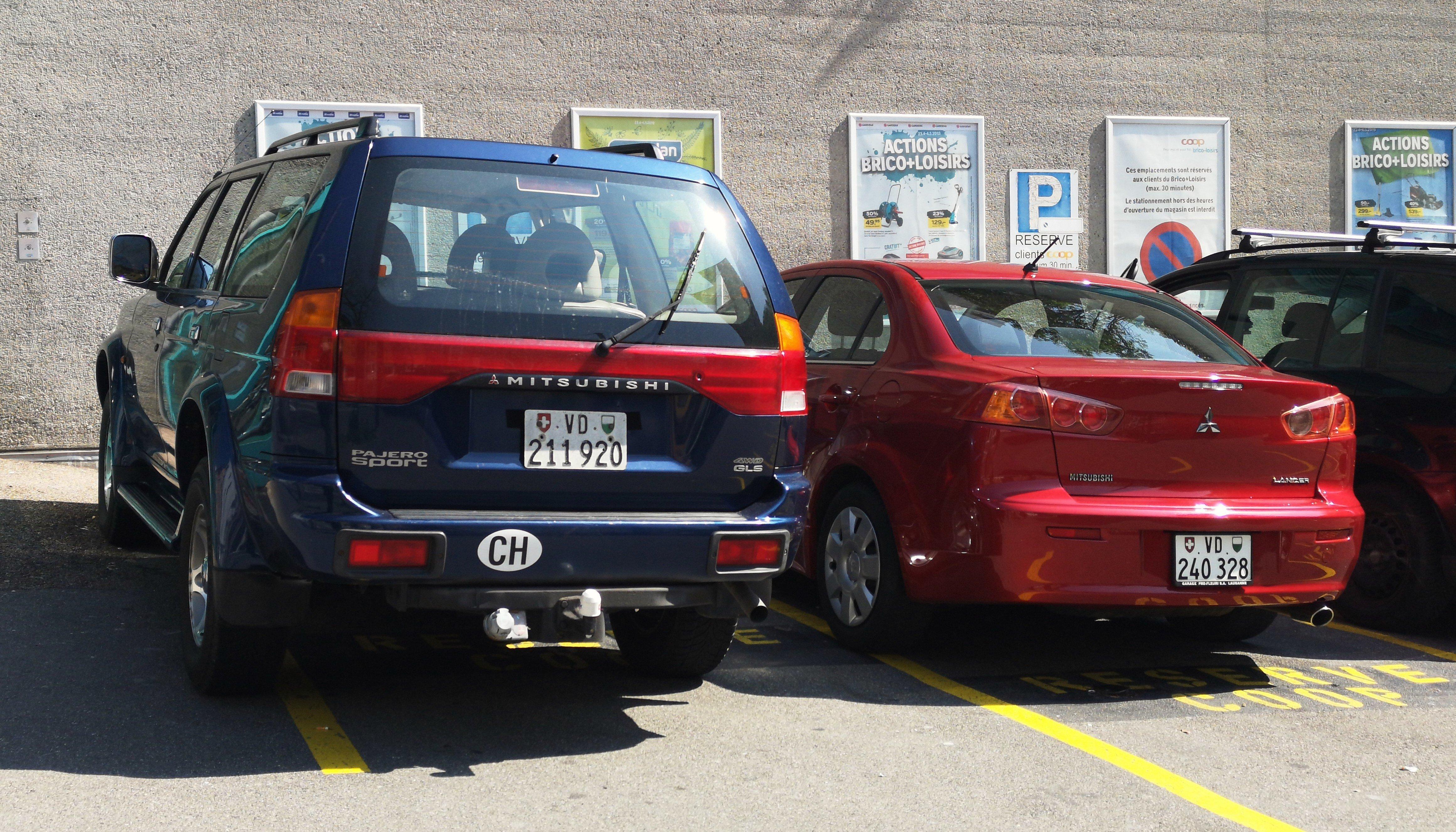
パジェロスポーツ GLS 前期型(UK仕様)
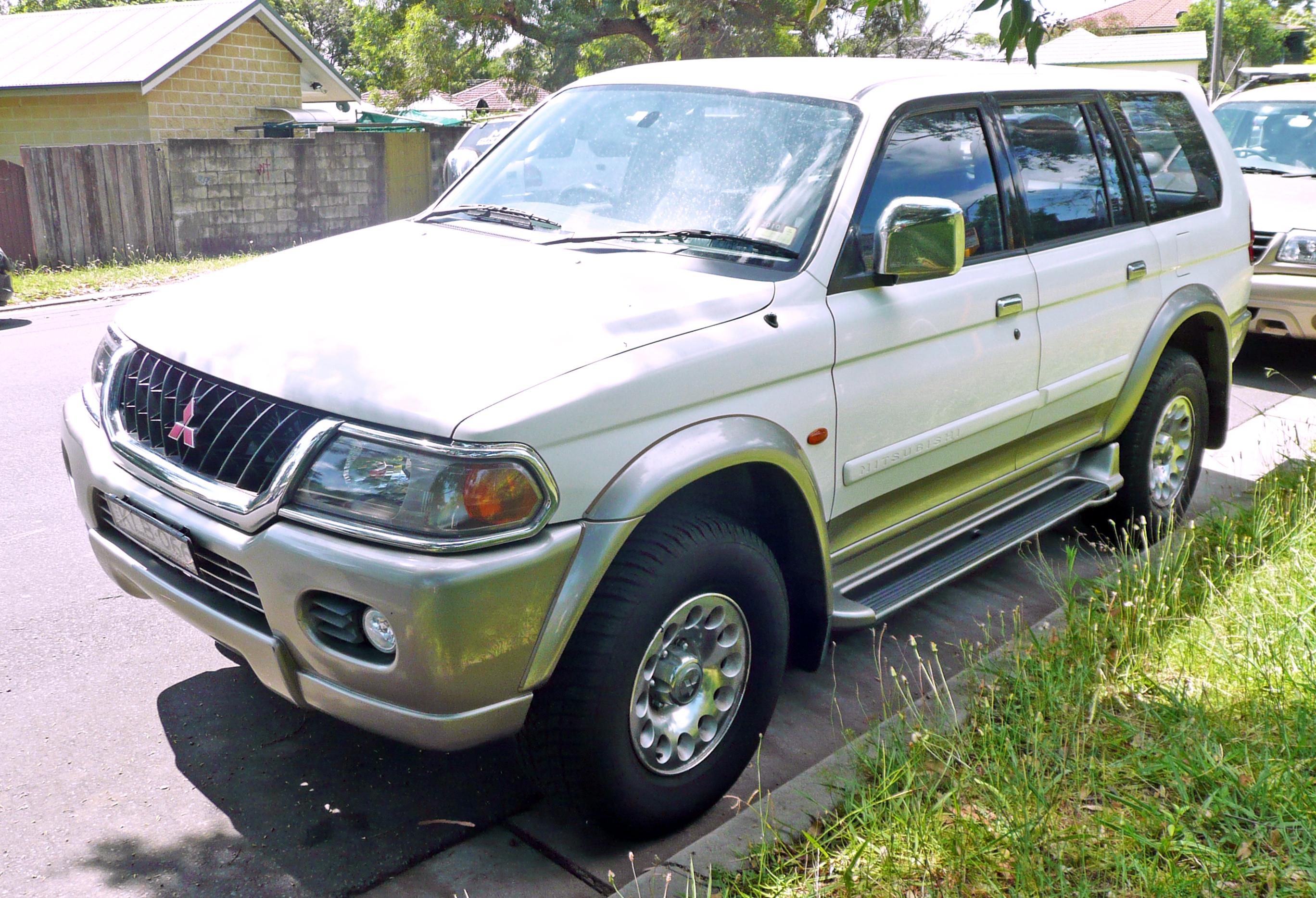
チャレンジャー LS 後期型 フロント (オセアニア仕様 オーストラリア)
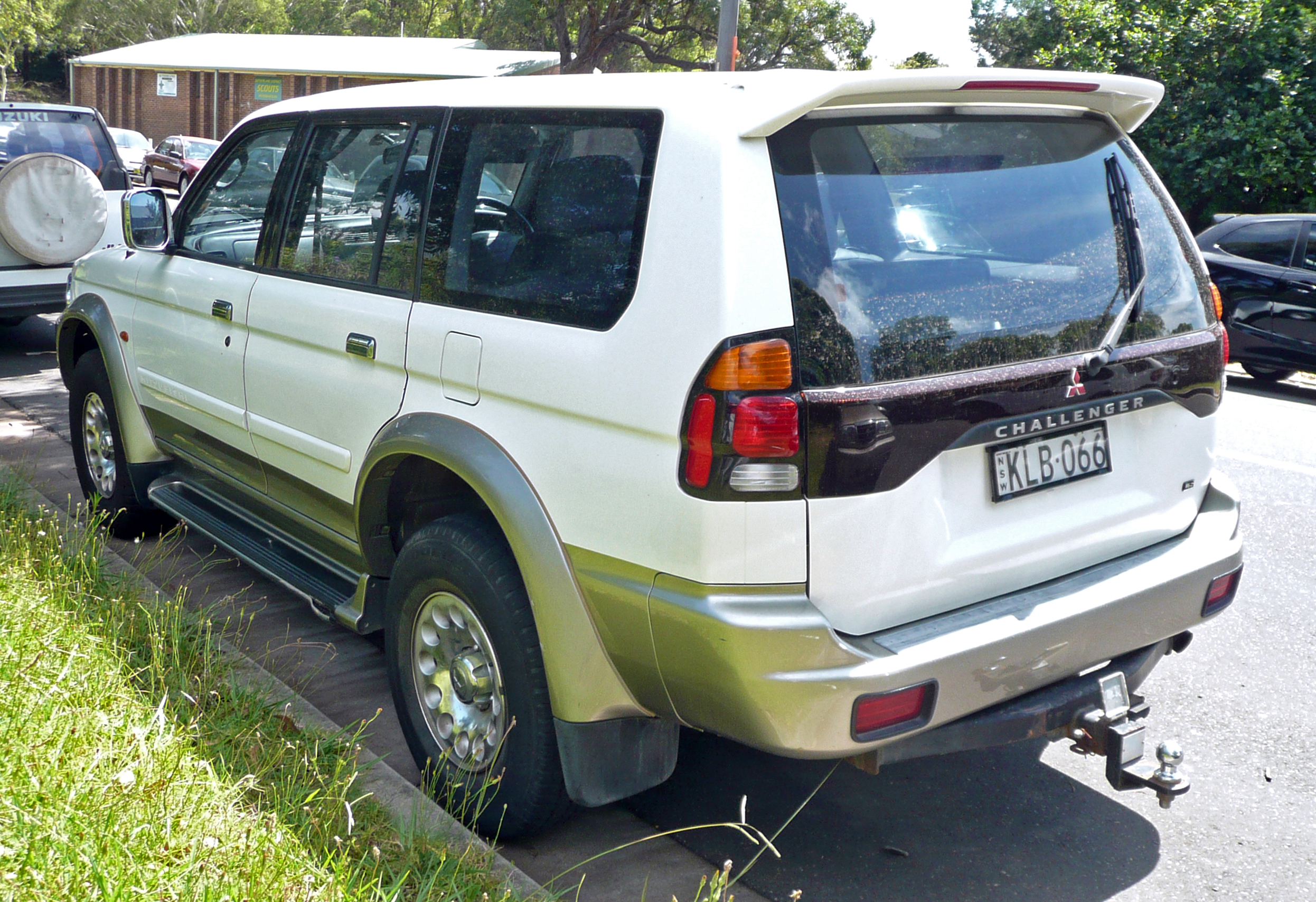
チャレンジャー LS 後期型 リア (オセアニア仕様 オーストラリア)
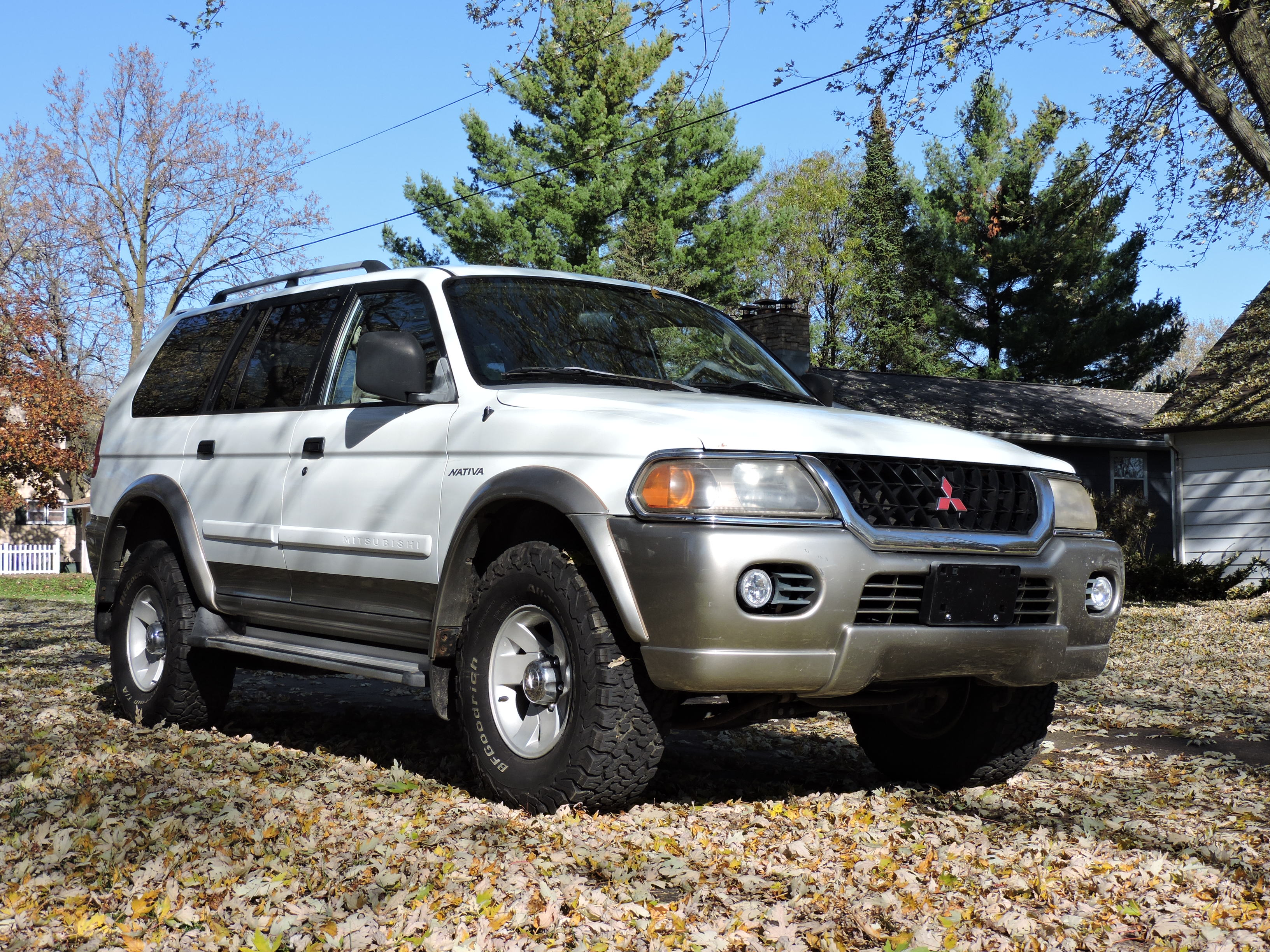
ナチーヴァ LS 後期型
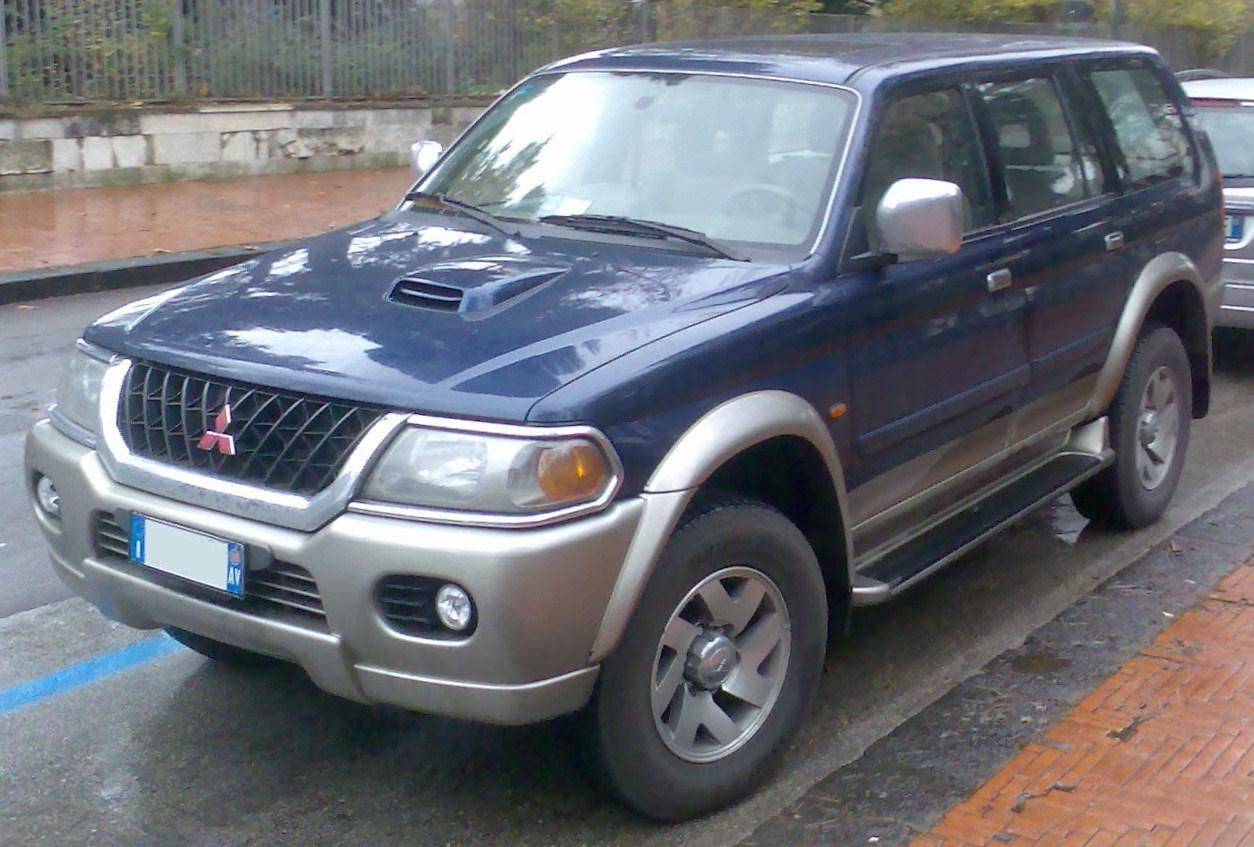
パジェロスポーツ TDI 後期型 フロント (ヨーロッパ仕様 イタリア)
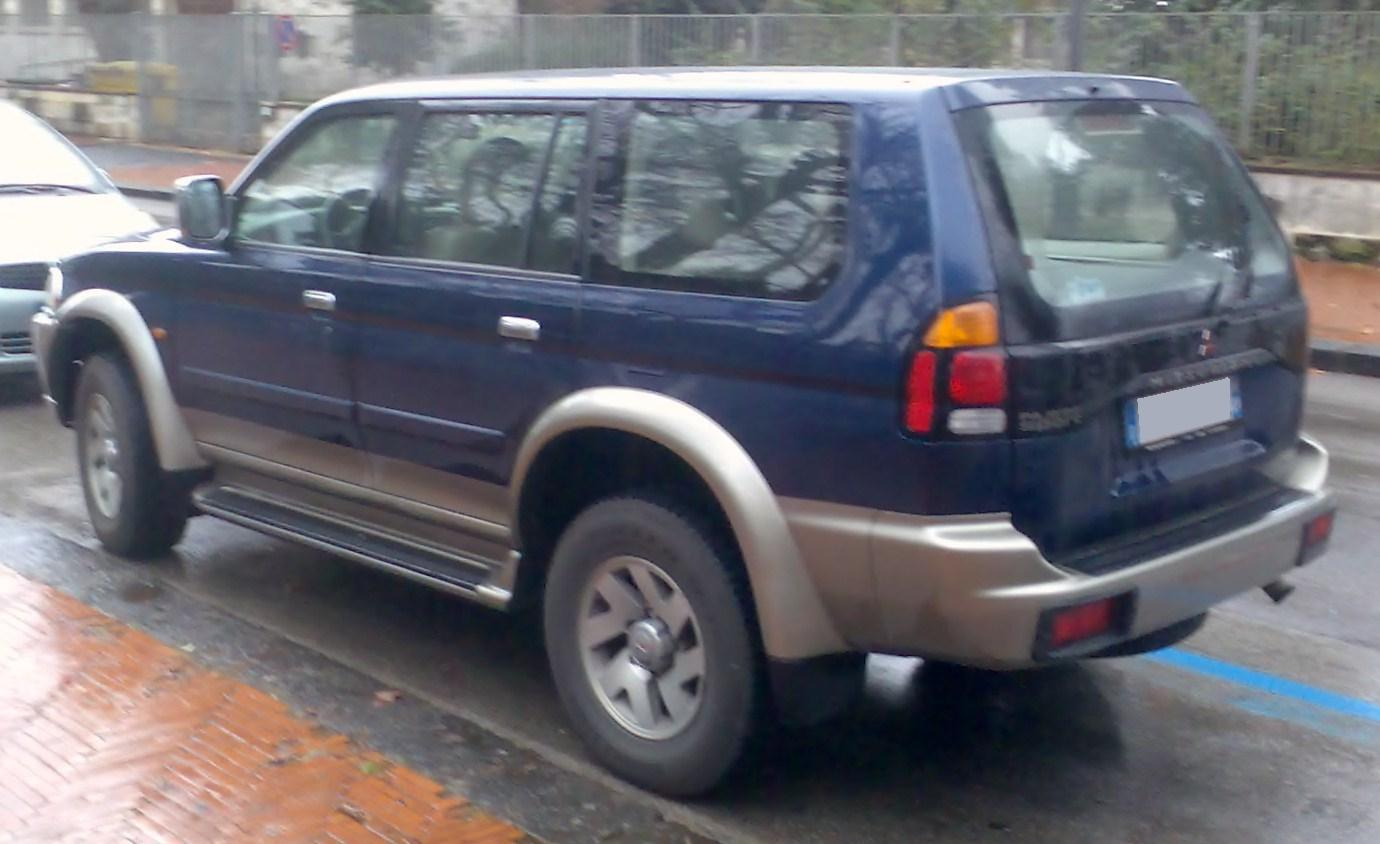
パジェロスポーツ TDI 後期型 (ヨーロッパ仕様 イタリア)
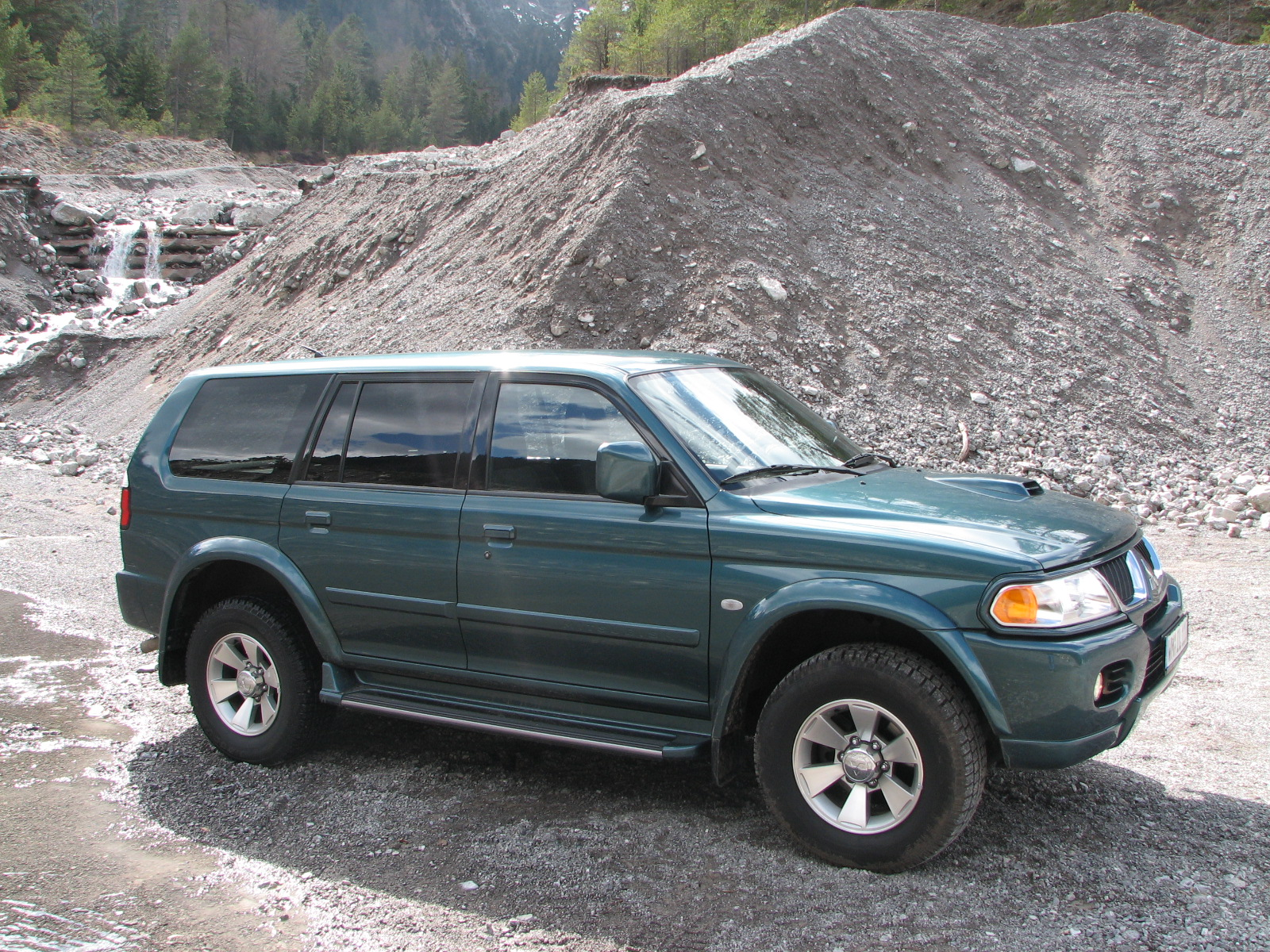
パジェロスポーツ TD 最終後期 (海外仕様)

## 2代目（2007年 - 2016年）
シャーシに新開発のラダーフレームを採用し、従来より軽量な鋼を使用することで重量を削減している。
エンジンは、2WD車には新開発されたガソリン3.0 L V6の6B31、改良されたディーゼル2.5 L 直列4気筒の4D56が、4WD車にはガソリン3.5 L V6の6G74、ディーゼル3.2 L 直列4気筒の4M41の計4機種が搭載される。
サスペンションは、フロントがダブルウィッシュボーン式コイルスプリング（スタビライザー付）、リアは3リンク式コイルスプリング (スタビライザー付）を採用。
四輪駆動システムは先代と同様にスーパーセレクト4WDを搭載し、加えて4代目パジェロと同じくASTC（アクティブスタビリティ&トラクションコントロール）の搭載により、滑りやすい路面や、緊急回避時の急なハンドル操作による車両の不安定な動きや車輪のスリップを各輪独立してブレーキを作動させ、回転さを減少させることでスリップを抑制し、安定走行を支えるアクティブスタビリティコントロール（ASC）、また雪道やぬかるみなどでの発進時や、急勾配での登坂・降坂時に駆動輪のスリップを感知すると、そのタイヤにブレーキをかけるとともにエンジンの出力をスロットル部で最適に制御するアクティブトラクションコントロール（ATC）を搭載している（一部グレードには非搭載）。ATCにより、前後片方輪空転しても空転タイヤにブレーキをかけて駆動力の流出を防止する。そのため、従来LSDデファレンシャルなどによる差動制限を、ブレーキで行うLSDとして作用するため、悪路走破性が飛躍的に向上している。
オーストラリア新車評価プログラム（ANCAP）による自動車衝突安全テストでは、2010年に4つ星の評価を受けている（最高評価は5つ星）。

### 歴史
2008年8月26日 - 9月7日
モスクワ国際モーターショーで新型「パジェロスポーツ」が世界初公開され、翌年アルゼンチンで開催されたダカール・ラリーの三菱チームのサポート車に起用される。トライトンをベースとしておりボディ・オン・フレーム構造を採用する。このモデルは日本未発売。
2008年9月5日
タイ仕様のパジェロスポーツを公開。モスクワ国際モーターショーとは違い、2WDモデルやカットモデル、4WDモデルに搭載されるパワーユニット4M41も公開された。2WDモデルには2.5 L Di-Dが、4WDモデルには3.2 L Di-D (4M41) が搭載される。ロシア仕様は落ち着いた木目調パネルを採用した内装に対し、タイ仕様はスポーティーなシルバーパネルを採用。
2008年12月20日
ダカール・ラリーの参戦マシン「パジェロスポーツエボリューション」を公開。このマシンはミツビシ・モータース・タイランドとラリーアート・タイランドが共同開発したラリーマシンである。ドライバーはマナ・ポーンシリチャン/ティエリー・ラカンブル組
2009年1月3日 - 1月18日
ダカール・ラリーに本車をベースに開発されたラリーマシン「パジェロスポーツエボリューション」が参戦。総合73位、257時間23分51秒 (ペナルティ200時間14分) で完走。
2011年8月9日
バングラデシュでノックダウン生産及び販売を開始した。
2012年10月18日
インドでノックダウン生産及び販売を開始した。
2013年9月30日
中国で現地生産・販売を開始した。
2015年末
3代目販売開始に伴いウェブサイトの商品情報から削除され始める。
2017年6月
中国での現地生産を終了した。
- パジェロスポーツ　フロント
- パジェロスポーツ　リア
- パジェロスポーツ　内装

### ロシアのラインアップ
- 1ルーブル＝約3円で換算

| グレード         | エンジン型式 | エンジン                                      | 排気量   | 最大出力           | 最大トルク                     | 変速機 | 牽引能力 | 排ガス適合 |
| ---------------- | ------------ | --------------------------------------------- | -------- | ------------------ | ------------------------------ | ------ | -------- | ---------- |
| Intense 5MT S04  | 4D56 (DI-D)  | 直列4気筒DOHC16バルブICターボ DI-D High Power | 2,476 cc | 178 ps / 4,000 rpm | 40.8 kg・m / 2,000-2,850 rpm   | 5速MT  | 2,500 kg | ユーロ4    |
| Intense 5AT S04  | 4D56 (DI-D)  | 直列4気筒DOHC16バルブICターボ DI-D High Power | 2,476 cc | 178 ps / 4,000 rpm | 35.7 kg・m / 1,800 – 3,500 rpm | 5速AT  | 2,500 kg | ユーロ4    |
| Instyle 5AT S05  | 4D56 (DI-D)  | 直列4気筒DOHC16バルブICターボ DI-D High Power | 2,476 cc | 178 ps / 4,000 rpm | 35.7 kg・m / 1,800 – 3,500 rpm | 5速AT  | 2,500 kg | ユーロ4    |
| Ultimate 5AT S03 | 4D56 (DI-D)  | 直列4気筒DOHC16バルブICターボ DI-D High Power | 2,476 cc | 178 ps / 4,000 rpm | 35.7 kg・m / 1,800 – 3,500 rpm | 5速AT  | 2,500 kg | ユーロ4    |
| Intense 5AT S06  | 6B31 (MIVEC) | V型6気筒SOHC24バルブ MIVEC                    | 2,998 cc | 222 ps / 6,250 rpm | 28.6 kg・m / 4,000 rpm         | 5速AT  | 2,500 kg | ユーロ4    |
| Instyle 5AT S07  | 6B31 (MIVEC) | V型6気筒SOHC24バルブ MIVEC                    | 2,998 cc | 222 ps / 6,250 rpm | 28.6 kg・m / 4,000 rpm         | 5速AT  | 2,500 kg | ユーロ4    |
| Ultimate 5AT S10 | 6B31 (MIVEC) | V型6気筒SOHC24バルブ MIVEC                    | 2,998 cc | 222 ps / 6,250 rpm | 28.6 kg・m / 4,000 rpm         | 5速AT  | 2,500 kg | ユーロ4    |

## 3代目（2015年 - ）
エンジンは、タービン容量を可変制御するVGターボや、減速エネルギー回生システムなどを備えた2.4 L MIVECディーゼルターボエンジンである4N15型が搭載される。トランスミッションは本車種用に開発された三菱車初の8速ATが組み合わせられる。
四輪駆動システムは3代目以降のパジェロに採用されている「スーパーセレクト4WD-II」に進化するとともに、三菱車で初となるオフロードモード制御やヒルディセントコントロールを採用。先代同様にアクティブスタビリティ&トラクションコントロール（ASTC）も搭載されている。

### 歴史
2015年8月1日
タイにて3代目へのフルモデルチェンジが発表され、同年秋よりタイを皮切りに順次発売された。
外観には「ダイナミックシールド」と呼ばれる新世代フロントフェイスデザインコンセプトを採用。
安全面においては、衝突安全強化ボディ「RISE」や合計7つのSRSエアバッグに加え、三菱車で初となる後側方死角警報システムをはじめ、衝突被害軽減ブレーキシステムや誤発進抑制制御システムといった予防安全装備、三菱車で初となる電動パーキングブレーキやマルチアラウンドモニター、前席左右の温度調整オートエアコンなどの先進装備も盛り込まれた。
3代目は欧州・アセアン・中東・アフリカ・中南米・ロシアなどへ順次展開を拡げ、2代目同様に約90ヶ国で販売する計画である。
2017年4月25日
インドネシアでの新工場にて現地生産を開始したと発表。
2017年12月18日
ロシアでの現地生産を2年ぶりに再会したと発表した。
2019年7月25日
大幅改良モデルがタイで世界初披露され、発売が開始された。
フロントデザインコンセプトである「ダイナミックシールド」が進化し、ヘッドライトがフロントグリルと連続したデザインとなり、コンビネーションランプをバンパー左右コーナー部に配置。ボンネットが高くなったことでフロントフェイスの厚みが増し、メッキパーツが装備された。
新たに、8インチのカラー液晶メーター、8インチのスマートフォン連携ディスプレイオーディオ（SDA）、ハンズフリー機能付エレクトリックテールゲート（セーフティ機構付）が採用され、Bluetoothによる連携でスマートフォンからのエレクトリックテールゲート開閉や降車リマインダー（ドアロック忘れなどを通知し、スマートフォンで施錠可能な機能）などの便利機能で構成された三菱リモートコントロールも採用された。
内装ではフロアコンソールやドアグリップの形状が変更され、ステッチ付ソフトパッドを追加。コンソール下部にはキーなどの小物類を収納し、左右どちらからでも出し入れが可能なアンダートレイが新たに採用され、フロアコンソール後端には150WのAC電源が配置された。
レーンチェンジアシスト（RCA）や後退時車両検知警報システム（RCTA）が追加され、安全性能が強化された。
2021年2月16日
2015年モデルを継続販売していたインドネシア向けパジェロスポーツが2019年7月改良モデルに準じたモデルへ刷新された。
2024年3月18日
タイで改良モデルが発表され、3代目トライトンから搭載された新エンジン4N16型が新たに搭載される。
2025年1月
ミツビシ・モーターズ・オーストラリアは、同年3月1日からのADR改定に伴い、販売を終了することを発表。

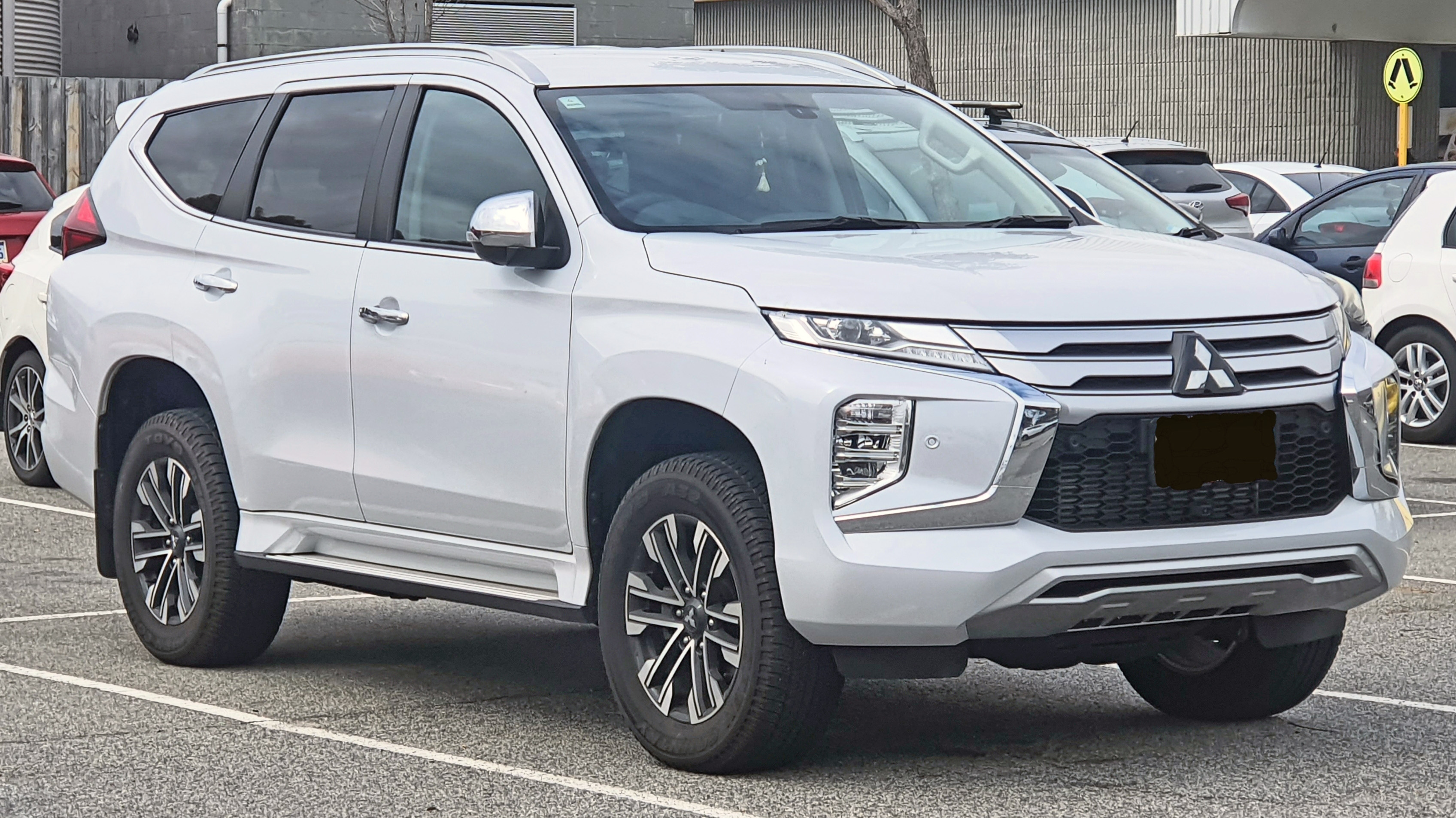
パジェロスポーツ (2019年7月改良型)
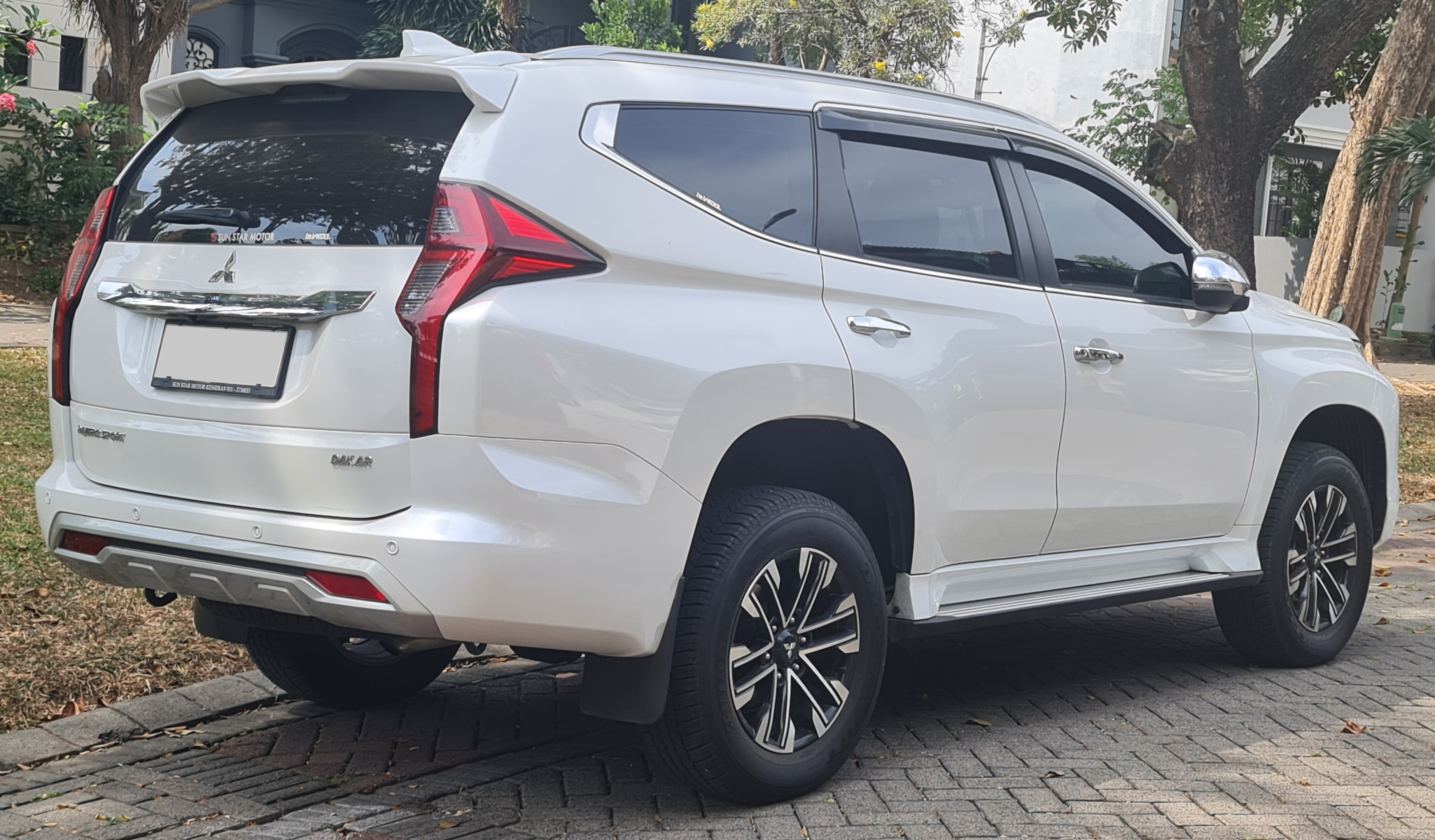
パジェロスポーツ ダカール (2019年7月改良型)
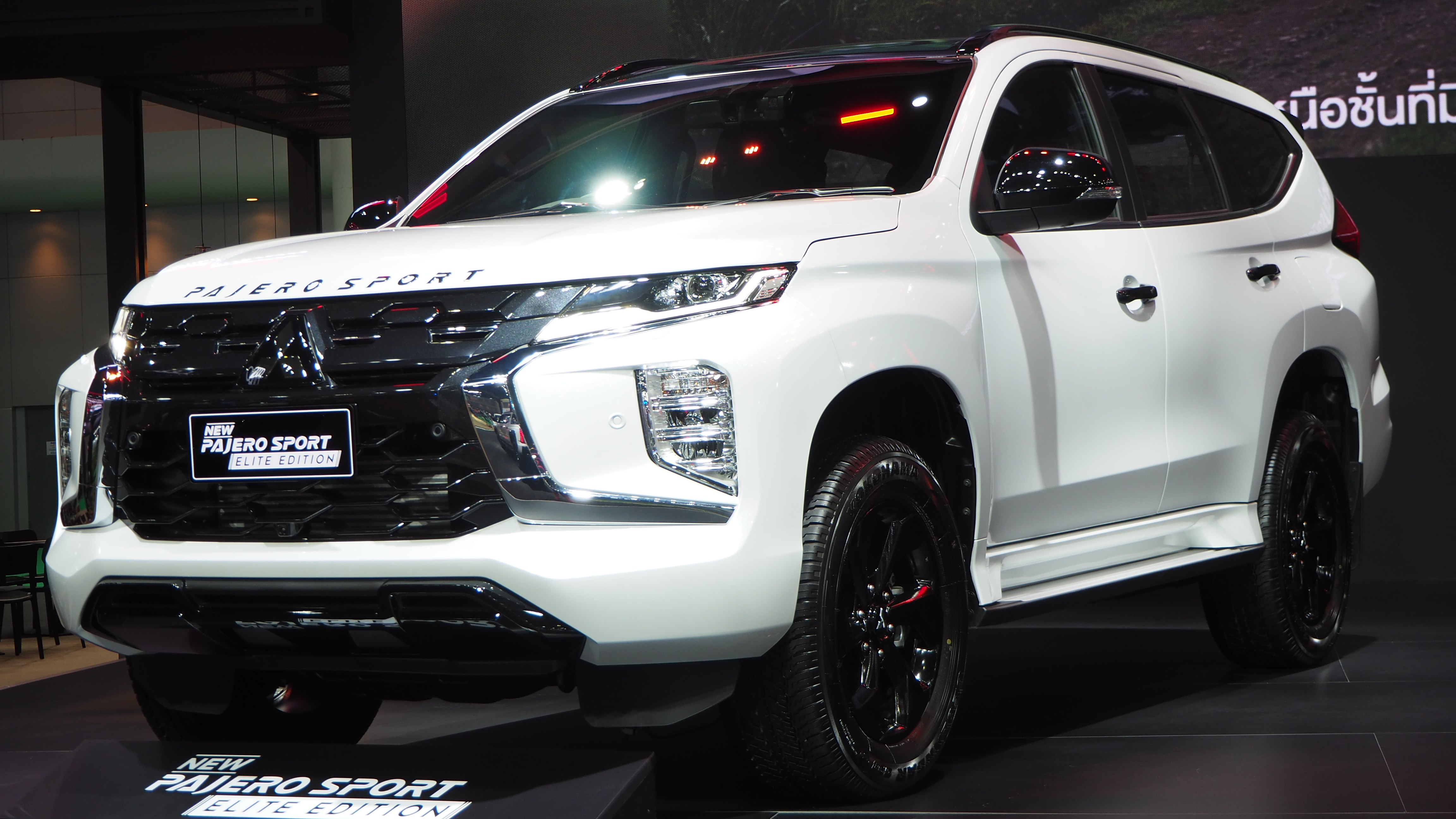
パジェロスポーツ エリートエディション (2024年3月改良型)

## 製造拠点
初代
- パジェロ製造 (岐阜県加茂郡坂祝町)
- 三菱自動車工業名古屋製作所大江工場 (愛知県名古屋市)
- ミツビシ・モータース・タイランドラムチャバン工場 (タイ王国チョンブリー県ラムチャバン)
- ミツビシ・モーターズ・ブラジル (ブラジルゴイアス州)
- 北京ベンツ・ダイムラークライスラー (中国)

2代目
- ミツビシ・モータース・タイランド (タイ王国チョンブリー県ラムチャバン)
- 広汽三菱汽車 (中国湖南省長豊工場)
- PCMA Rus (ロシアカルーガ州)
- ビナ・スター・モーターズ (ベトナム)
- ミツビシ・モーターズ・ブラジル (ブラジルゴイアス州)
- ヒンドゥスタン・モーターズ（インドタミル・ナードゥ州）
- プロゴティ・インダストリーズ (バングラデシュチッタゴン管区)
- MMCオートモトリス (ベネズエラアンソアテギ州)

3代目
- ミツビシ・モーターズ・タイランド (タイ王国チョンブリー県ラムチャバン)
- ミツビシ・モーターズ・クラマ・ユダ・インドネシア (インドネシア西ジャワ州) 2017年4月以降
- PCMA Rus (ロシアカルーガ州)
- プロゴティ・インダストリーズ (バングラデシュ)

## 輸出・現地生産先の名称
- モンテロスポーツ (北南米)
- ナチーヴァ (中米)
- チャレンジャー (オセアニア)
- パジェロスポーツ (欧州大陸、中国)
- ショーグンスポーツ (イギリス)
- ストラーダGワゴン(タイ)

## 年間生産と販売
| 年   | 日本   | 日本  | 日本 |
| 年   | 生産   | 販売  |      |
| ---- | ------ | ----- | ---- |
| 1996 | 35,561 | 不明  |      |
| 1997 | 51,594 | 7,423 |      |
| 1998 | 71,562 | 2,592 |      |
| 1999 | 95,914 | 910   |      |
| 2000 | 92,475 | 369   |      |
| 2001 | 78,337 | 76    |      |
| 2002 | 69,001 | -     |      |
| 2003 | 34,258 | -     |      |
| 2004 | 30,515 | -     |      |
| 2005 | 23,773 | -     |      |
| 2006 | 17,455 | -     |      |
| 2007 | 19,349 | -     |      |
| 2008 | 9,210  | -     |      |
| 2009 | 2,364  | -     |      |
| 2010 | 2,154  | -     |      |
| 2011 | 42     | -     |      |
| 2012 | -      | -     |      |
| 2013 | -      | -     |      |
| 2014 | -      | -     |      |

| 年   | タイ             | タイ             | タイ |
| 年   | 生産(新型=3代目) | 販売(新型=3代目) |      |
| ---- | ---------------- | ---------------- | ---- |
| 2005 | -                | -                |      |
| 2006 | -                | -                |      |
| 2007 | 11               | -                |      |
| 2008 | 15,065           | 3,045            |      |
| 2009 | 37,179           | 7,280            |      |
| 2010 | 55,289           | 12,462           |      |
| 2011 | 67,966           | 20,008           |      |
| 2012 | 82,712(-)        | 25,315(-)        |      |
| 2013 | 49,438(-)        | 13,919(-)        |      |
| 2014 | 42,207(-)        | 6,186(-)         |      |
| 2015 | 15,819(52,542)   | 3,322(20,536)    |      |
| 2016 | -(59,993)        | 1(13,165)        |      |

(Sources: Facts & Figures 2000, Facts & Figures 2002 Facts & Figures 2005, Facts & Figures 2010, Facts & Figures 2015, Facts & Figures 2017 Mitsubishi Motors website)

## 派生車
- 三菱・エアトレック - 日本における後継車
- 三菱・エンデバー - 米国における後継車
- 三菱・ジンガー - シャシーフレームを流用したMPV
- 三菱・パジェロスポーツFlex - 本車をベースとしたFFV (フレックス燃料車)。
- 三菱・パジェロスポーツエボリューション - 本車ベースのラリーカー